# Le Baiser du pâtre
 (juillet 2025).
Pour plus de détails, voir Fiche technique et Distribution.
Le Baiser du pâtre ou L'Éternel souvenir est un film muet français réalisé par Léonce Perret, sorti en 1910.

## Fiche technique
- Titre : Le Baiser du pâtre
- Titre alternatif : L'Éternel souvenir
- Réalisation : Léonce Perret
- Scénario : Léonce Perret
- Photographie : Albert Sorgius
- Montage :
- Producteur :
- Société de production : Société des Établissements L. Gaumont
- Société de distribution : Comptoir Ciné-Location
- Pays d'origine :  France
- Langue : film muet avec les intertitres en français
- Format : Noir et blanc — 35 mm — 1,33:1 — Muet
- Genre :
- Métrage : 213 mètres
- Durée : 7 minutes
- Dates de sortie :
  -  France : 9 juillet 1910

## Distribution
- Marc Mario : Paoli, le pâtre
- Renée Carl : Germaine